# Vergilius Romanus
Le Vergilius Romanus, ou Virgile romain, est un manuscrit enluminé contenant l'Énéide, les Géorgiques et des fragments des Bucoliques de Virgile. Il a été rédigé au Ve siècle en rustica sur 309 folios de parchemin de vélin, mesurant 32,3 cm sur 33,2 cm. Le manuscrit, de dix-huit lignes par feuillet, est conservé à la Bibliothèque apostolique vaticane à Rome, sous la cote Codex Vaticanus latinus 3867.
C'est l'un des plus anciens manuscrits virgiliens et l'un des trois manuscrits enluminés subsistants de littérature classique antique, avec l'Iliade ambrosienne et le Vergilius Vaticanus. Il marque d'un point de vue esthétique la limite de la Basse-Antiquité avec le monde médiéval naissant.
Le manuscrit fait partie des huit codices maiores utilisés pour l'établissement de l'apparat critique de l'œuvre de Virgile. Sur le stemma codicum, il est noté R (pour Romanus).

## Description

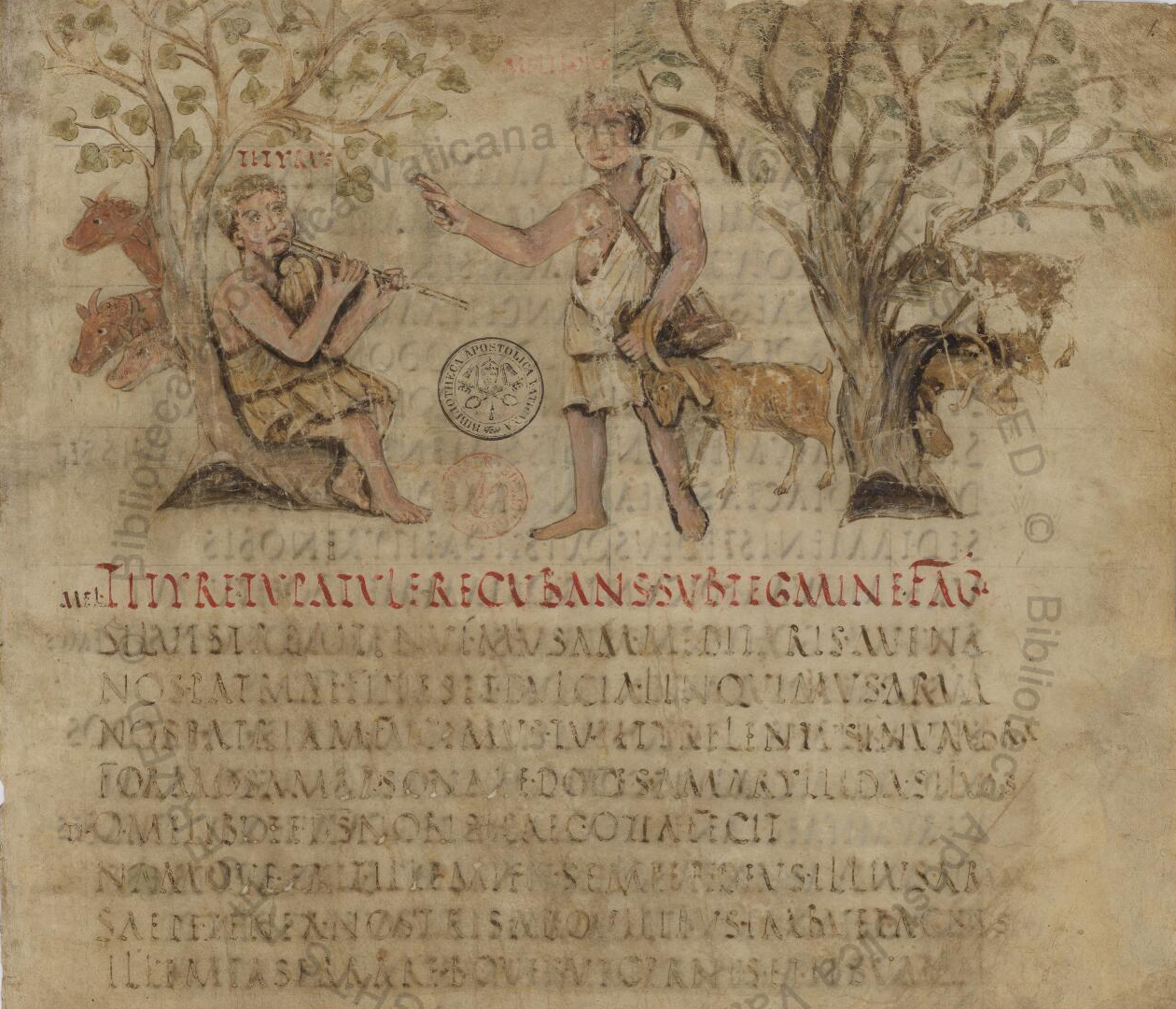
Folio 1 recto: début des Bucoliques avec la seule miniature du premier artiste.

Le Virgile romain est l'un des rares manuscrits enluminés de l'antiquité classique à avoir survécu et son importance historique est donc majeure. Une centaine de feuilles ont été perdues sur les 410 d'origine. Il conserve dix-neuf illustrations sur les quarante-deux d’origine, peintes au moins par deux artistes anonymes romains. Leur style constitue un début de rupture avec l'art classique antique : la forme humaine devient abstraite et aplatie et la représentation spatiale de la nature est abandonnée.
Le premier artiste n'a peint que la première miniature du folio 1 recto qui illustre la première églogue des Bucoliques. Le vacher Tityre joue de la flûte assis sous un arbre, pendant que le chevrier Mélibée mène une chêvre par les cornes sous un arbre. Des vaches et des chèvres sous les arbres contemplent la scène. Par le dessin de ces bêtes sous les arbres, cette miniature est une tentative non réussie de recréer la sensation de l'espace, comme à l'époque classique de l'art antique. Les deux personnages sont drapés avec naturel et leur visage se tourne de trois-quarts. Cette miniature, à la différence des autres, n'est pas insérée dans un cadre, comme s'il s'agissait d'un reste de la tradition de l'illustration sur papyrus.
Le second artiste rompt de manière plus radicale avec l'art classique. Toutes les autres miniatures sont en effet bordées d'or et de pourpre et les visages ne sont plus figurés de trois-quarts, mais de face ou de profil. Les drapés ne sont plus naturels, mais réduits à des lignes courbes. La page est même divisée en compartiments, comme au folio 108 recto, et lorsqu'il s'agit de rendre un paysage, il n'est plus dépeint en trois dimensions, évitant toute perspective ou d'estompe des contours aux fins de produire des effets de distance. La ligne du sol n'existe plus et les objets sont distribués à égalité dans l'espace. Des petites taches blanches figurent parfois des éclats de lumière. L'artiste prend grand soin d'éviter que les objets représentés ne se superposent l'un sur l'autre. Le résultat donne l'impression d'une mosaïque romaine qui pourrait avoir été prise comme modèle (pâtres du folio 44 verso et folio 45 recto).

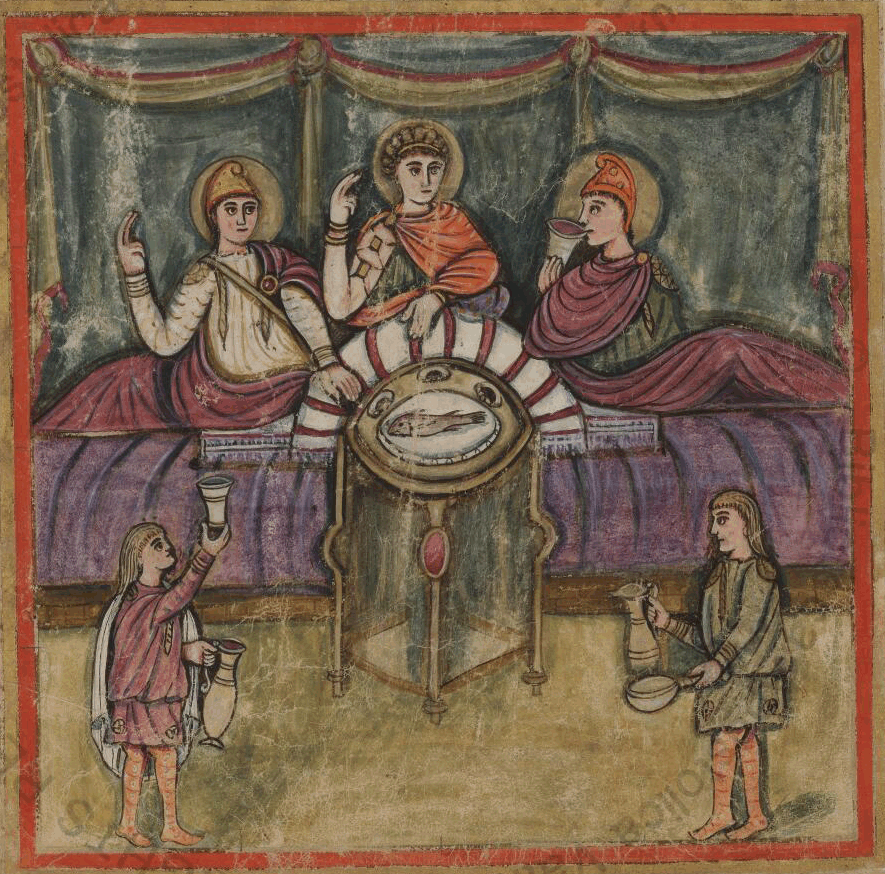
Folio 100 verso. Didon et Énée au banquet

L'esthétique du second artiste est bonne, mais cependant il s'en dégage un intérêt plus marqué envers les lignes et les formes, plutôt qu'envers la représentation naturelle de l'espace et de la figure humaine. L'artiste éprouve ainsi des difficultés à dépeindre le corps humain en mouvement, ou tourné, comme dans le folio 100 recto qui illustre le banquet de Didon et Énée, où la figure du Troyen coiffé d'un bonnet phrygien et allongé à la gauche de Didon, est décrite de manière peu convaincante.
Le manuscrit contient trois portraits de Virgile : au folio 3 verso, au folio 9 recto et au folio 14 recto, dépeints dans la tradition de l'illustration sur papyrus.
Celui du célèbre folio 3 verso le montre de face, le buste légèrement tourné vers la droite, assis sur un trône entouré de colonnes. Il tient dans la main un rouleau de papyrus qu'il a sans doute extrait de la boîte à papyrus se trouvant à droite.
Le folio 235 recto représente les dieux tels qu'ils sont décrits au dixième livre de l'Énéide. Pendant que Junon, représentée à gauche avec Minerve, Mercure et Jupiter, prend la parole, les autres divinités regardent vers l'extérieur, de sorte que si l'on referme le livre, le cercle du conseil des dieux est reconstitué.

## Localisation
Le Virgile romain appartient au moins jusqu'en 1441 à l'abbaye de Saint-Denis comme l'atteste la note du folio 4. Elle apparaît en 1475 dans l'inventaire de la Bibliothèque vaticane de Sixte IV.

## Visite de Montaigne
Montaigne relate dans son Voyage en Italie sa journée du 6 mars 1581, lorsqu'il a visité la Bibliothèque vaticane et qu'il a consulté entre autres le Virgile romain : « J'y vis aussi un Virgile écrit à la main, d'une lettre infiniment grosse et de ce caractère long et étroit que nous voyons ici dans les inscriptions du temps des empereurs, comme environ le siècle de Constantin, qui ont quelque façon gothique et ont perdu cette proportion carrée qui est aux vieilles écritures latines. Ce Virgile me confirma en ce que j'ai toujours jugé, que les quatre premiers vers qu'on met en l'Énéide sont empruntés : ce livre ne les a pas. »

## Notes et références

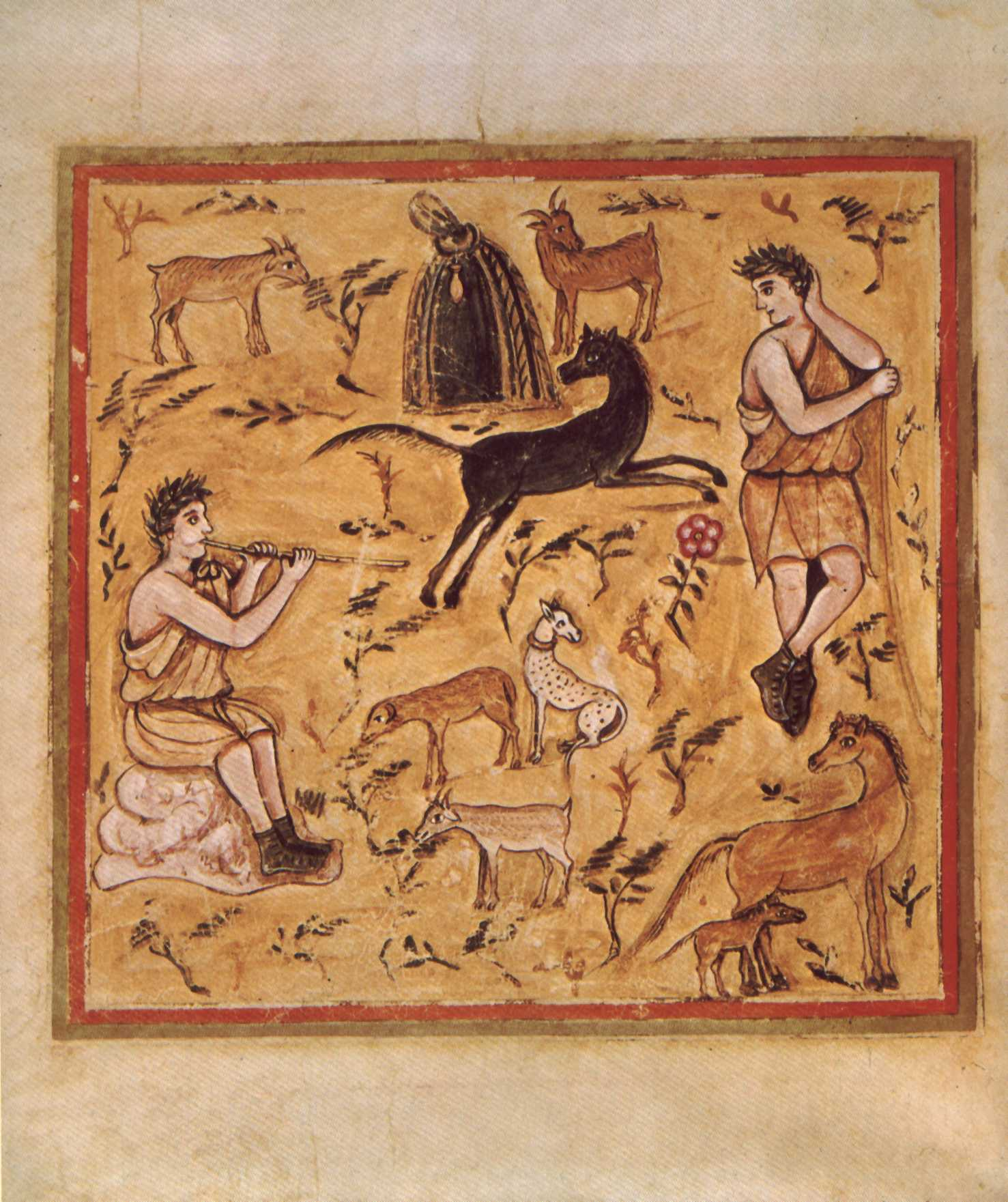
Folio 44 verso des Géorgiques.